# Jytte Hilden
Jytte Hilden, née le 12 septembre 1942 à Copenhague (Danemark), est une femme politique danoise membre des Sociaux-démocrates, ancien ministre et ancienne députée au Parlement (le Folketing) entre 1979 et 1981 et entre 1984 et 1998. 

## Biographie
Jytte Hilden obtient en 1966 un diplôme en ingénierie à l'université technique du Danemark.

## Vie personnelle
De 1987 à 2004, elle est mariée avec Mogens Lykketoft, successivement ministre et président des sociaux-démocrates.